# Ali Amiri (cầu thủ bóng đá người Algérie)
Ali Amiri (sinh ngày 23 tháng 10 năm 1987) là một cầu thủ bóng đá người Algérie thi đấu cho US Biskra ở vị trí tiền vệ.